# エスター・スタウブリ
エスター・スタウブリ（英語: Esther Staubli、1979年10月3日 - ）は、スイス・ベルン出身のサッカー審判員。

## 来歴
本業は農学者であり、大学でも教鞭を執っている。
ビッグマッチはUEFA女子チャンピオンズリーグ 2014-15決勝、UEFA女子チャンピオンズリーグ 2022-23準決勝の主審などを歴任。
2014年9月にはスイス男子のチャレンジリーグで初めて審判を務めたが、その後FCヴォーレンのコーチ、チリアコ・スフォルツァからそのパフォーマンスを褒められた。
2014年、彼女は国際サッカー歴史統計連盟（IFFHS）の世界最優秀女性審判賞の投票で、優勝者のビビアナ・シュタインハウスに次いで4位に選ばれた。
2015年3月30日、FIFA審判委員会より2015 FIFA女子ワールドカップの審判に任命。
2017年、彼女はインドで開催された2017 FIFA U-17ワールドカップグループEの日本対ニューカレドニア戦の主審を担当。これにより、男子全カテゴリを通じてFIFAワールドカップで史上初めて笛を吹いた女性となり、FIFA U-17ワールドカップの主審を務めた女性も彼女が初めてである。
2018年12月3日、FIFA審判委員会より2019 FIFA女子ワールドカップの審判に任命。
2023年1月9日、FIFA審判委員会より2023 FIFA女子ワールドカップを担当する審判に任命。本大会ではグループBのオーストラリアVSナイジェリア戦、グループFのジャマイカVSブラジル戦、準々決勝の日本VSスウェーデン戦を担当。日本戦のスウェーデンの2点目となったPKで「ボールが予期しないところから来て腕に当たる」というノーファウルの条件について勘案されなかった点は議論を呼んだ。